# ليليان لاسلاند
ليليان لاسلاند (4 سبتمبر 1971

 في باويلاك) (بالفرنسية: Lilian Laslandes)‏ لاعب كرة قدم فرنسي معتزل كان يجيد اللعب في مركز المهاجم .
لعب لاسلاند في أندية ليبورن (1991-1992) أوكسير (1992-1997) بوردو (1997-2001) سوندرلاند (2001-2003) كولن بالإعارة (2002) باستيا بالإعارة (2002-2003) نيس (2003-2004) بوردو مجددا (2004-2007) نيس مجددا (2007-2008) .
ساهم لاسلاند في تتويج نادي أوكسير ببطولة دوري الدرجة الأولى موسم 1995/1996 وببطولة كأس فرنسا مرتين موسمي 1993/1994 و1995/1996 كما ساهم في تتويج نادي بوردو ببطولة دوري الدرجة الأولى موسم 1998/1999 .
شارك لاسلاند مع منتخب فرنسا في 7 مباريات دولية مسجلا 3 أهداف في سنة 1997 .

## روابط خارجية
- ليليان لاسلاند على موقع الاتحاد الأوربي (الإنجليزية)
- ليليان لاسلاند على موقع قاعدة بيانات كرة القدم.إي يو (الإنجليزية)
- ليليان لاسلاند على موقع ليكيب (الفرنسية)
- ليليان لاسلاند على موقع ناشيونال فوتبول تيمز (الإنجليزية)
- ليليان لاسلاند على موقع Soccerbase.com (لاعب) (الإنجليزية)
- ليليان لاسلاند على موقع عالم كرة القدم.نت (الإنجليزية)